# مرکز آموزشی شهید اژه‌ای

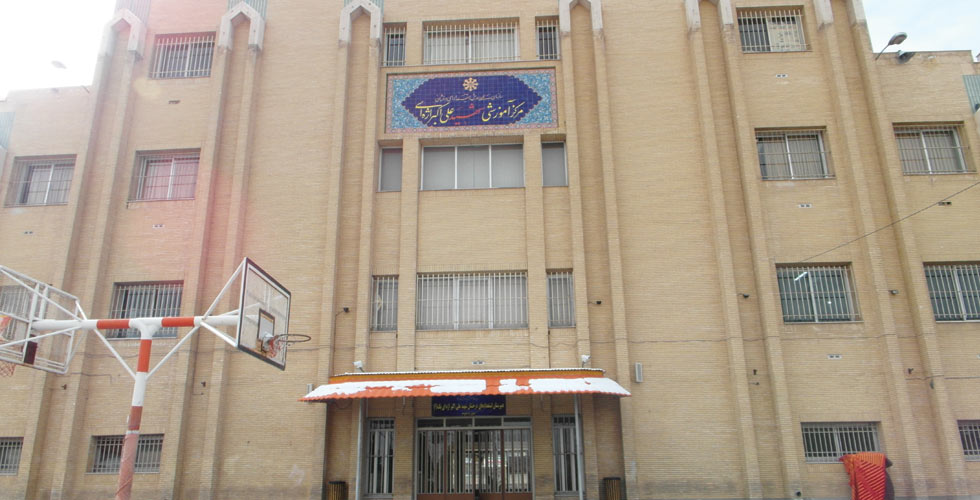
دبیرستان شهید اژه‌ای 1 نوبت دوم

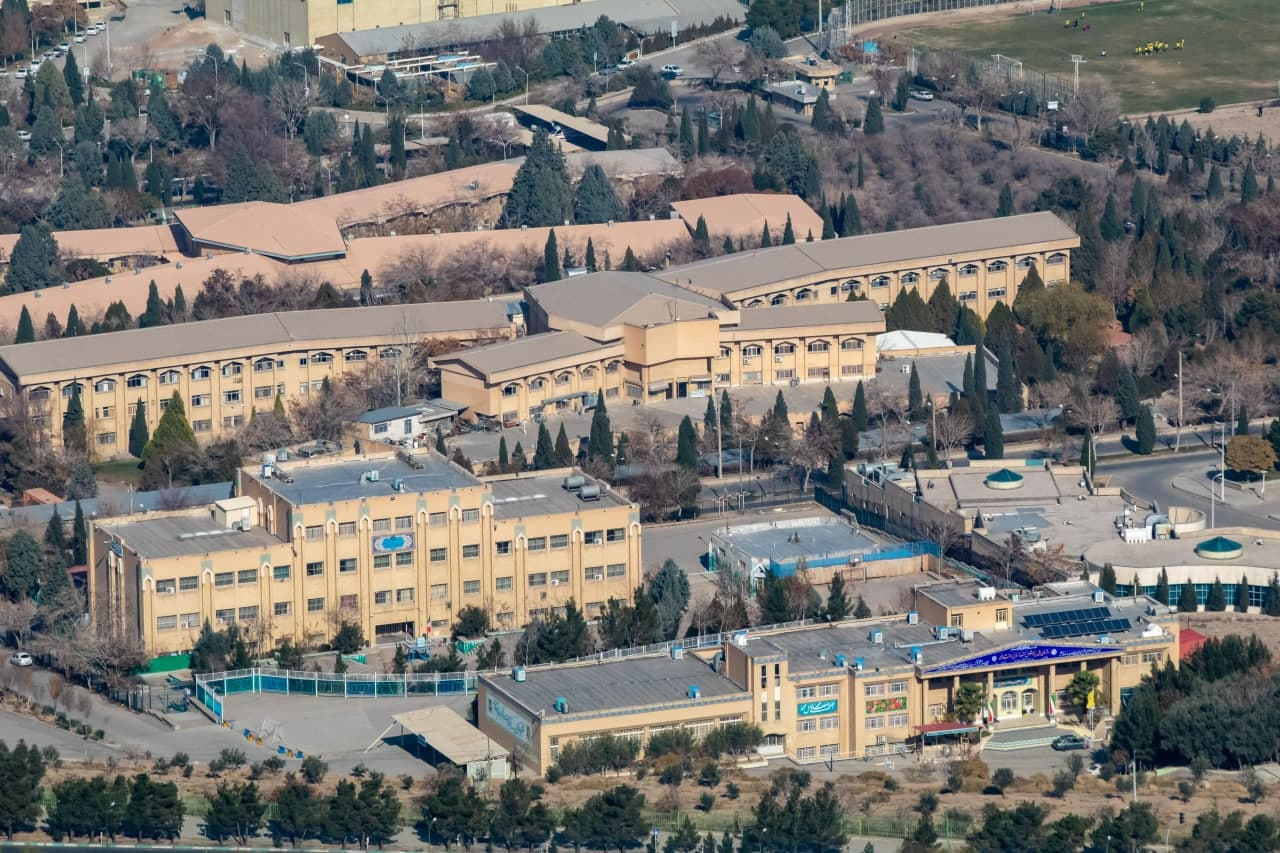
دبیرستان شهید اژه ای 1 نوبت اول و نوبت دوم

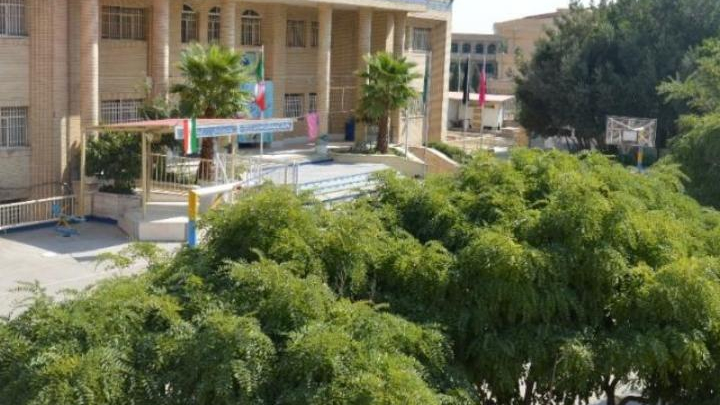
دبیرستان شهید اژه ای 1 نوبت اول

مجموعه دبیرستان‌های شهید اژه‌ای نام چند مدرسهٔ دبیرستان دوره اول و دبیرستان دوره دوم پسرانه است که در شهر اصفهان، ایران واقع شده و از مراکز سمپاد (سازمان ملی پرورش استعدادهای درخشان) است. اولین شعبه از این مدارس در سال ۱۳۶۸ شمسی تأسیس شد. پس از آن در سال‌های پایانی دهه ۱۳۸۰ و با تغییر مدیریت مرکز سمپاد، ۲ مرکز راهنمایی و ۳ مرکز دبیرستان دیگر تأسیس شدند. دانش‌آموزان این مدارس عموماً از موفق‌ترین شرکت‌کنندگان در کنکور و المپیادهای علمی ایران هستند. مجموعه مدارس علامه حلی تهران؛ شهید هاشمی نژاد مشهد؛ شهید سلطانی کرج و شهید اژه‌ای اصفهان از مراکز نخبه پرور ایران هستند.
مؤسس شعبه اصلی دکتر اژه‌ای است که در فاصله سال‌های ۱۳۶۷ تا ۱۳۸۲ و از سال ۱۳۸۵ تا ۱۳۹۱ مدیریت مرکز دبیرستان شهید اژه‌ای ۱ اصفهان (دوره دوم) را نیز به عهده داشته است. محمد اژه‌ای برادر جواد اژه‌ای است که ریاست هیئت امنای سمپاد را از بدو تأسیس تا سال ۱۳۷۸ بر عهده داشت. در ۱۶ بهمن ۱۳۹۶، اعلام شد که آزمون دوره اول (ورود دانش‌آموزان دوره دبستان به متوسطه دوره اول) حذف شده و مدارس سمپاد دیگر دانش‌آموزان سال هفتم را پذیرش نخواهند کرد. این اقدام به گفته وزیر وقت آموزش و پرورش، سید محمد بطحایی به دلیل کاهش اضطراب دانش‌آموزان دوره ابتدایی و هم‌زمان با انجام اقدامی مشابه برای مدارس نمونه دولتی انجام شد. یک روز بعد و در ۱۷ بهمن، اعلام شد که این اقدام فقط برای دوره متوسطه اول بود.

## نمونه دبیرستان شهید اژه‌ای

### دبیرستان شهید اژه‌ای ۱ اصفهان (دوره دوم)

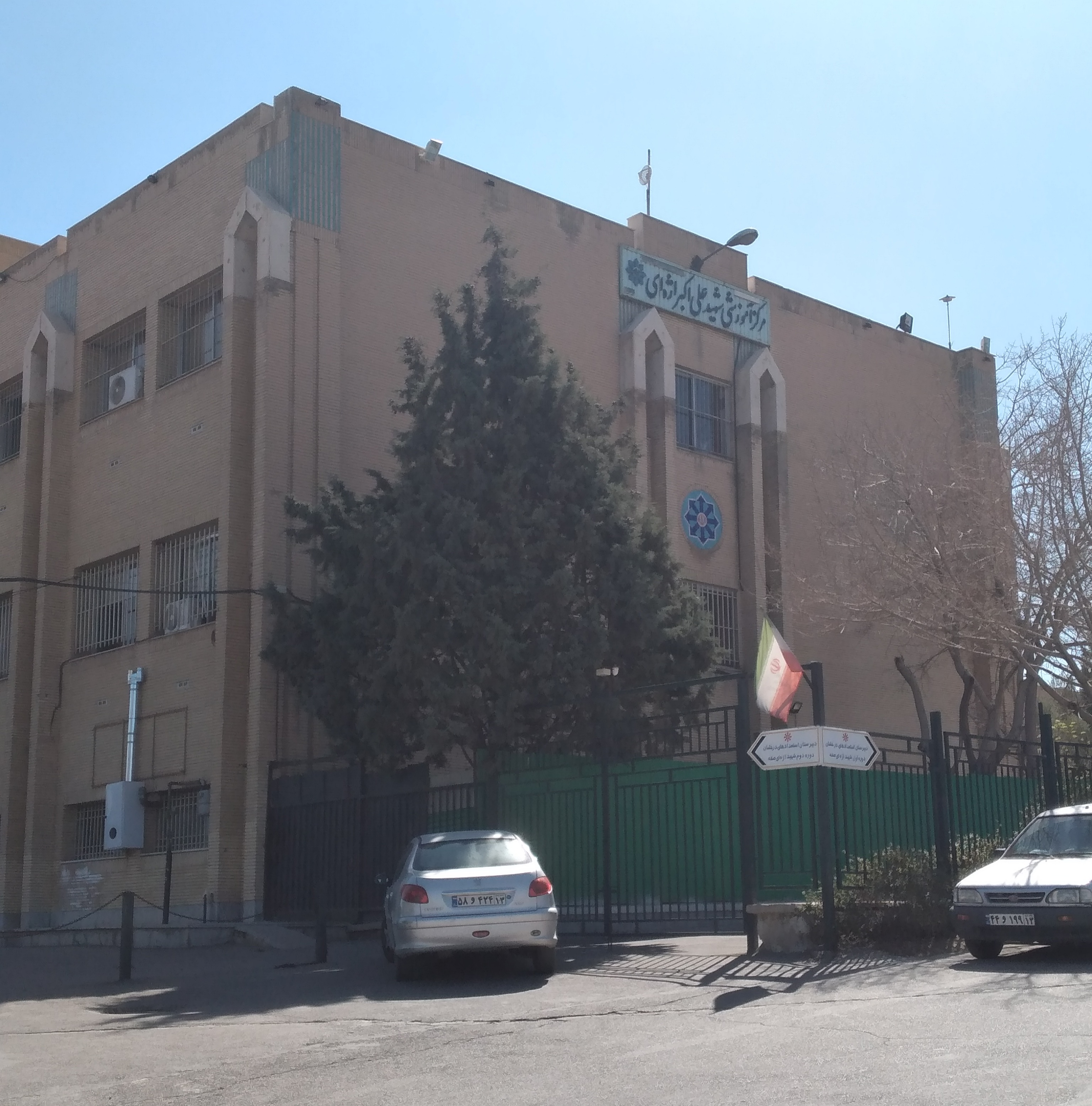
دبیرستان شهید اژه‌ ای ۱ اصفهان

دبیرستان شهید اژه‌ای ۱ دارای ۲۱ کلاس (در رشته‌های ریاضی فیزیک، علوم تجربی و علوم انسانی) است. تمامی کلاس‌ها مجهز به تخته هوشمند هستند. این مدرسه دارای اتاقی مجلل برای برگزاری جلسات نیز است. همچنین از امکانات آن به وجود وسایل ورزشی و کتاب‌خانه اشاره کرد. دبیرستان دوره اول شهید اژه‌ای در کنار این مرکز واقع شده است. همچنین بیشترین تعداد قبولی کنکور و المپیاد در استان اصفهان متعلق به این شعبه از مجموعه مراکز اژه ای می باشد. همچنین این دبیرستان یک راهروی بزرگ از مدال ها و افتخارات کنکور و المپیاد دارد. همچنین در پایش های عملکردی سمپاد این شعبه در استان اصفهان اغلب رتبه نخست مدارس را کسب می کند.

### دبیرستان شهید اژه‌ای ۱ اصفهان (دوره اول)
در سال ۱۳۶۸ تأسیس و از سال ۱۳۷۲ در ساختمان جدید مستقر شد و در پایهٔ هفتم (۶ کلاس)، هشتم (۶ کلاس) و نهم (۶ کلاس) فعالیت می‌کند.
این مدرسه دارای کارگاه حرفه و فن، آزمایشگاه فیزیک، شیمی و زیست‌شناسی، کافه بازی شهید امیر اشرفی، نمازخانه، زمین بسکتبال، زمین والیبال، یک زمین فوتسال (زمین آسفالت)، زمین چمن مصنوعی، نه عدد میز پینگ‌پنگ، وسایل ورزشی، کتابخانه، بوفه، غذاخوری و بخش اداری است.

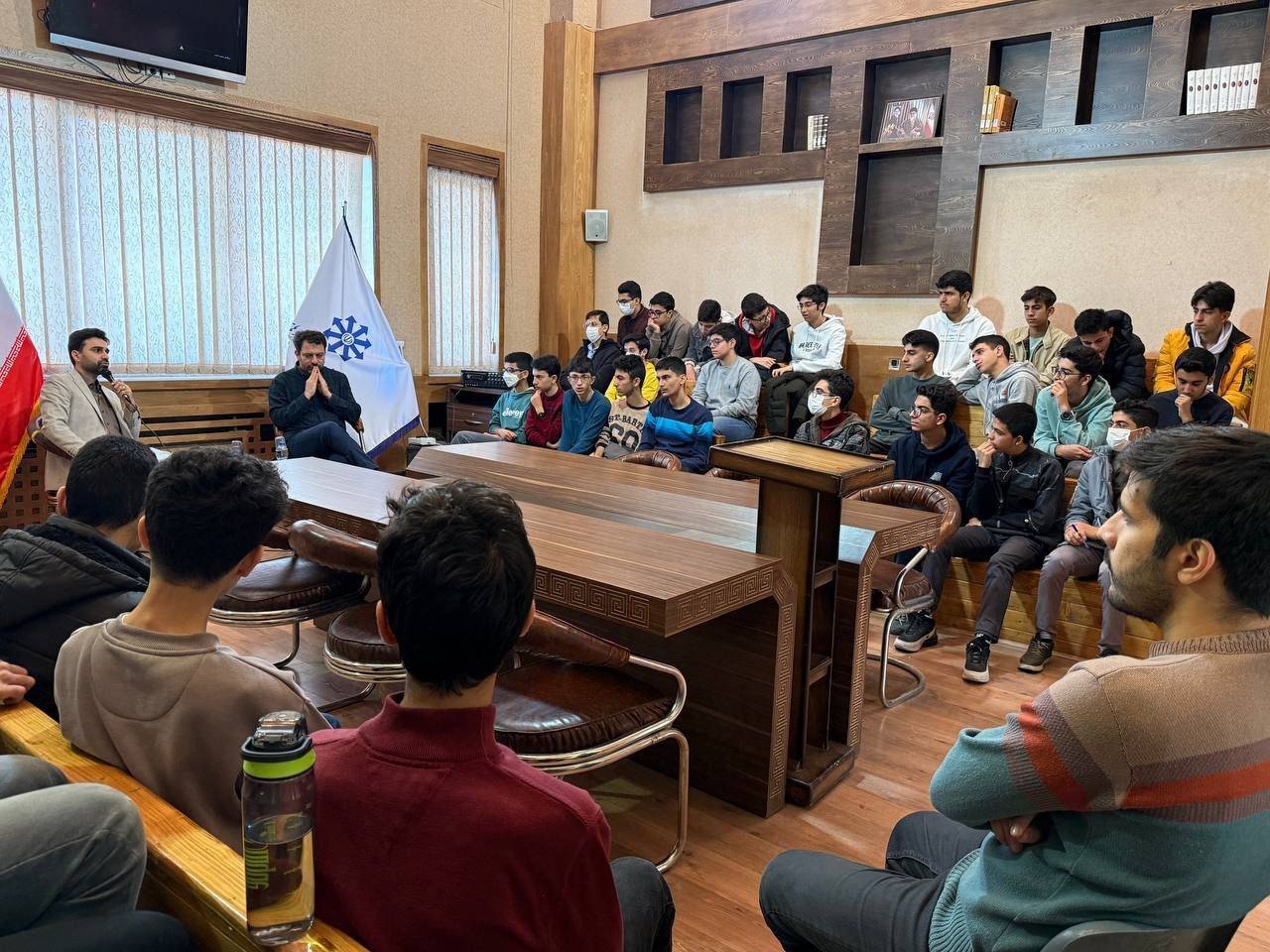
سالن مباحثه علوم انسانی دبیرستان اژه ای 1 نوبت دوم در حال برگزاری مناظره علوم انسانی

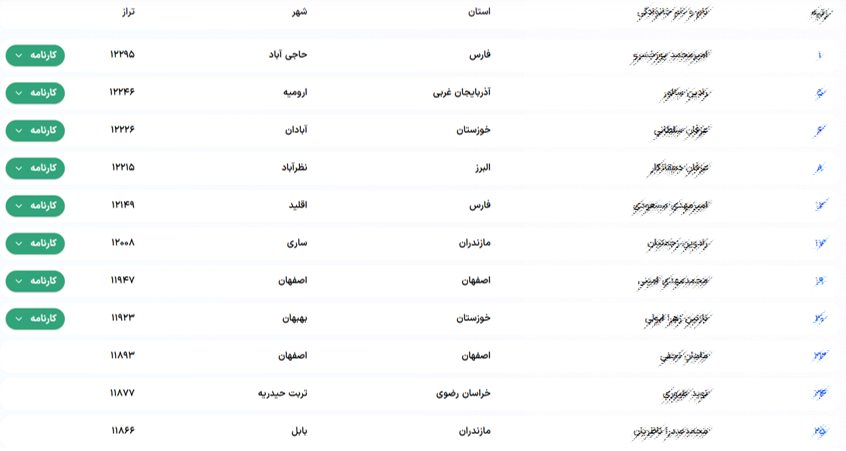
برخی از نفرات برتر آزمون های آزمایشی در سطح کشوری و تک رقمی متعلق به دبیرستان شهید اژه ای 1 نوبت دوم هستند.

همچنین درباره این مدرسه و دبیرستان شهید اژه ای ۱ دوره دوم کتابی با نام 《بالاتر از دانشگاه》درباره تاریخچه تأسیس این مدرسه از سال ۱۳۶۷ تا ۱۴۰۰ توسط محمود فروزبخش نوشته شده است.

### دبیرستان شهید اژه‌ای ۲ اصفهان (دوره دوم)

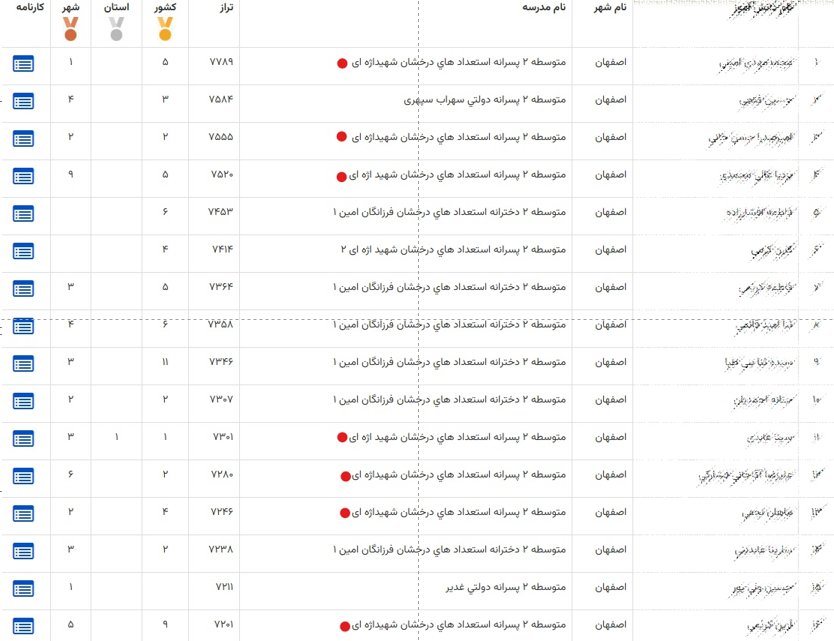
نفرات برتر آزمون های آزمایشی در سطح استان اصفهان اغلب متعلق به دبیرستان شهید اژه ای 1 هستند.(تعداد نفرات متعلق به دبیرستان شهید اژه ای 1 اصفهان با دایره قرمز مشخص شده اند).

ساختمان دبیرستان شهید اژه‌ای ۲ اصفهان دوره دوم (معروف به سلحشور) در سال ۱۳۴۷ شمسی افتتاح شد ولی در ابتدا یک مدرسه عادی بود و در سال ۱۳۸۳ شمسی تبدیل به مرکز پرورش استعدادهای درخشان در دوره دوم متوسطه نظری (دبیرستان) با عنوان شهید اژه‌ای ۲ شد. این مدرسه در فلکه شهدا ابتدای کوچه بهار قرار دارد. این مدرسه در رشته‌های علوم تجربی و ریاضی فیزیک فعالیت دارد. این مدرسه حدود ۲۵ کلاس و دو حیاط دارد که ۱۳ کلاس و یک حیاط آن استفاده می‌شود.

### دبیرستان شهید اژه‌ای ۳ (دوره دوم)
دبیرستان اژه‌ای ۳ که با نام دبیرستان استعدادهای درخشان صارمیه اصفهان شناخته می‌شود در سال ۱۳۰۰ به عنوان اولین دبیرستان متوسطه اصفهان تأسیس شد.
این دبیرستان در سال ۱۳۹۲ به سمپاد (سازمان ملی پرورش استعدادهای درخشان) اضافه شد.
این دبیرستان زیر نظر سازمان ملی پرورش استعدادهای درخشان در آزمونی هماهنگ از پایه نهم به دهم اقدام به جذب دانش آموزان ممتاز و برتر استان اصفهان می‌نماید و هرساله از بین حدوداً ۵۰۰۰ دانش آموز متقاضی در رشته‌های تجربی و ریاضی فیزیک مطابق با ظرفیت اعلامی سازمان سمپاد حدوداً ۱۵۰ دانش آموز را پذیرش می‌کند.

### دبیرستان شهید اژه‌ای خمینی شهر (دوره اول)
این مدرسه سمپاد در سال ۱۳۹۰ افتتاح شد و ۲ کلاس هفتم، ۲ کلاس هشتم و ۱ کلاس نهم دارد.

### دبیرستان شهید اژه‌ای ۲ (دوره اول)
این مدرسه دارای ۴کلاس هفتم، ۴کلاس هشتم، ۴ کلاس نهم است.
از برترین مدارس اصفهان از لحاظ رتبه در آزمون های علمی و پایش و همچنین دارای امکانات متعدد شامل دو آزمایشگاه زیست شیمی و فیزیک نمازخانه ، سایت کامپیوتر ، اتاق ورزش ، سالن اجتماعات ، سالن امتحانات ،  اتاق تدریس زیست و... و همچنین از معدود مدارس کشور که دارای اتاق بازی است ( شامل سه دستگاه کنسول بازی ، ایرهاکی و... ) همچنین فضای سبز و آبنمای موجود در مدرسه به فضای مدرسه زیبایی دو چندان بخشیده است .
این مدرسه در کوچه ی شاهزاده ابراهیم ، خیابان آذر قرار دارد.